# Безбрачная неделя
«Безбрачная неделя» (англ. Hall Pass) — американская комедия 2011 года о семейных отношениях, когда за отведённое время — неделю полной свободы и новых знакомств — главные герои осознают, что холостяцкая жизнь совсем не такая, какую они себе представляли, и нет ничего лучше, чем домашний очаг с любящими и верными жёнами.
Авторы сценария, продюсеры и режиссёры фильма — известные голливудские братья Бобби и Питер Фаррелли. Премьера в США состоялась 25 февраля 2011 года. В России картина вышла 21 апреля, её кинопрокатчиком выступает «Каро-Премьер». Релиз на DVD состоялся 30 июня 2011 года.

## Сюжет
Главные герои фильма, а именно два сорокалетних семьянина, Фред (Джейсон Судейкис) и Рик (Оуэн Уилсон), в частности Рик, многодетный отец довольно длительное время пребывает в браке. Они имеют определённые мечты и желания по поводу «а что бы было, если бы они вновь оказались холостяками». Жёны, зная это, обсуждают это со своей подругой, которая советует дать своим подопечным безбрачную неделю, некоторый отпуск, в течение которого те могут иметь вольные отношения на стороне. Оказавшись на вечеринке своего знакомого, мужья компрометируют себя своими высказываниями по поводу своих сексуальных предпочтений и шуток-оскорблений в адрес участников вечеринки. Их жёны, в частности жена Рика, решается дать супругу безбрачную неделю. Супруга Фреда поначалу не решавшаяся дать своему мужу это послабление соглашается, после того как Фреда застукали полицейские за мастурбацией внутри его автомобиля.
На следующее утро Фред говорит своему другу Рику, что тот также, как и он, освобождён от брака ровно на семь дней. Вместе они решают заняться поиском девушек. Также им решили составить компанию несколько их общих друзей. Первый день был потрачен друзьями исключительно на трапезничество, несмотря на их начальный пыл целеустремлённо искать девушек для знакомства, но что главнее для друзей, для безобязательственного секса. На второй день парни решают искать женщин в заведении, к которому прилагается гольф площадка. Там компания потребляет «травку» в виде печений. Спустя определённое время они узнают, что они употребили значительно больше, чем требовалось. Следствием этого стало неадекватное поведением всех членов компании (кто-то утопил телефон, другой решил справить большую нужду посреди гольф площадки и др). В течение третьего дня друзья решают заняться непосредственно знакомствами с девушками. Однако не имеют успеха. Друзья подумав, решают выпить, поскольку считают, что алкоголь придаст храбрости. В итоге оба были удалены из пивной в беспамятстве. Четвёртый день был полностью потрачен на восстановление сил, считай: герои проспали весь день после пьянки.
На пятый день Рик знакомится вплотную с официанткой из бара, он узнаёт, что она занимается в спортивном клубе, в частности, упражняется на беговой дорожке. Он договаривается о встрече, но, поскольку он пребывал в релаксирующем джакузи, уснул и проспал встречу. На любовном фронте у его друга Фреда также проблемы и оба друга подумывают о сдаче, но посчитав это пораженчеством, продолжают свои любовные похождения. Шестой день оборачивается грандиозной вечеринкой, инициатором которой является свидетель со свадьбы Рика. Рик добивается признания девушки из бара, но отказывается от секса, поскольку семейные ценности возымели влияние на него. Фред, познакомившись с девушкой из клуба, привозит её в отель, однако у той обнаруживаются симптомы какой-то аллергии, вероятнее всего, у той обнаружились критические дни и Фред вызывает скорую и девушку увозят. Также сразу после этого, к нему прибывает в номер тётя няни детей Рика, приняв Фреда за него, предлагает ему заняться сексом. Далее, Рику приходит звонок от няни его детей, она сообщает, что хочет узнать, где в данный момент находится её тётя.
Рик прибывает в отель, где сейчас находится няня, которая подозревает, что именно здесь находятся её тётя. Рик обнаруживает Фреда и тётю няни, занимающимися «фальшлингусом» — определение Фреда, что означает кунилингус, исполняемый не ртом, а руками, имитирующими оральные ласки. Далее тётя няни случайным образом узнаёт, что Фред выдал себя за Рика, Фред получает в связи с этим удар в нос от оскорблённой женщины и друзья спешно покидают отель. У выхода из отеля они наталкиваются на молодого человека официантки из бара, приревновавшим к Рику. Он по ошибке портит машину Фреда, пытается убить друзей, поскольку узнал, что Фред занимался сексом с тётей няни, как выяснилось, она его мать. Друзья успешно избавляются от назойливого ревнивца и решают возвратиться к своим жёнам, признав что брак приоритетнее гулянок и холостяцких увлечений.
В конце фильма, в титрах можно наблюдать сценку где одному из знакомых друзей, который в компании с другими наблюдал за попытками приятелей Фреда и Рика заарканить девушек, жена предложила сделать безбрачную неделю, на что тот себе представляет, как после успешного проведения ночи с новой знакомой, к ним в квартиру приходит муж девушки. Товарищ Рика и Фреда случайно убивает мужа, затем закапывает труп во дворе. После признания вдовы, в том, что она выдаст себя и его, тот убивает и её. Затем появляется старуха, вероятно мать убитой вдовы, товарищ Фреда и Ника убивает и её. Далее выясняется, что всей череде убийств были свидетели какие-то неформалы. Он пытается скрыться, однако попадает в тюрьму, в камеру к здоровяку-гомосексуалисту. Там он вынужден отдаться ему, поскольку явно уступает в силе. Очнувшись от воображаемого, общий друг Рика и Фреда тем не менее соглашается на предложение жены.

## В ролях
- Оуэн Уилсон — Рик
- Джейсон Судейкис — Фред
- Дженна Фишер — Мэгги
- Кристина Эпплгейт — Грейс
- Никки Уилан — Ли
- Ричард Дженкинс — Кокли
- Стивен Мерчант — Гари
- Брюс Томас — Рик
- Дерек Уотерс — Брент
- Александра Даддарио — Пейдж
- Джой Бехар — доктор Люси
- Ванесса Эйнджел — Мисси
- Алисса Милано — Мэнди
- Зен Геснер — пассажир
- Тайлер Хеклин — Джеральд
- Криста Кэмпбелл — Эмма
- Максен Линтц — Гуннар

## Съёмки
Оригинальное название — «Hall Pass» — означает позволение заниматься чем вздумается в нарушение обычных правил. Съёмки картины начались 23 февраля 2010 года и проходили в штате Джорджия и в Род-Айленде. На роль Пейдж первоначально планировалась Аманда Байнс, но в ходе возникших разногласий была заменена актрисой Александрой Даддарио

## Мировой релиз
- Малайзия — 24 февраля 2011 года
- Канада — 25 февраля 2011 года
- США — 25 февраля 2011 года
- Венгрия — 3 марта 2011 года
- Исландия — 4 марта 2011 года
- Германия — 10 марта 2011 года
- Великобритания — 11 марта 2011 года
- Бельгия — 16 марта 2011 года
- Словения — 17 марта 2011 года
- Португалия — 31 марта 2011 года
- Сингапур — 7 апреля 2011 года
- Франция — 20 апреля 2011 года
- Россия — 21 апреля 2011 года
- Финляндия — 22 апреля 2011 года